# Rawil Midechatowitsch Gusmanow
Rawil Midechatowitsch Gusmanow (russisch Равиль Мидехатович Гусманов; * 25. Juli 1972 in Nabereschnyje Tschelny, Russische SFSR) ist ein ehemaliger russischer Eishockeyspieler und heutiger -trainer.

## Karriere
Rawil Gusmanow begann seine Karriere als Eishockeyspieler beim HK Traktor Tscheljabinsk, für den er von 1990 bis 1994 in der russischen Superliga aktiv war und in der Saison 1992/93 Vizemeister der GUS wurde. In diesem Zeitraum wurde er zudem im NHL Entry Draft 1993 in der vierten Runde als insgesamt 93. Spieler von den Winnipeg Jets ausgewählt, für die er in der Saison 1995/96 sein Debüt in der National Hockey League gab, wobei er in vier Spielen punkt- und straflos blieb. Den Rest der Spielzeit verbrachte er ebenso wie die Vorsaison bei Winnipegs Farmteam aus der American Hockey League, den Springfield Falcons. Von 1996 bis 1998 stand der Angreifer für die Indianapolis Ice in der International Hockey League sowie die Saint John Flames und Chicago Wolves in der American Hockey League auf dem Eis.
Im Sommer 1998 kehrte Gusmanow nach Russland zurück, wo er vom HK Metallurg Magnitogorsk verpflichtet wurde. Mit Magnitogorsk wurde er in den folgenden zehn Jahren drei Mal Meister wurde (1999, 2001 und 2007) und gewann zwei Mal die European Hockey League (1999, 2000). Zudem wurde der Flügelspieler 2004 mit Metallurg Vizemeister und gewann 2005 mit seiner Mannschaft den Spengler Cup sowie 2008 den IIHF European Champions Cup. In diesem Zeitraum wurde er am 21. Juni 2001 von den Minnesota Wild aus der NHL unter Vertrag genommen, für deren AHL-Farmteam Houston Aeros er allerdings nur eine Partie absolvierte, bevor er nach Magnitogorsk zurückkehrte.
Nachdem Gusmanow die Saison 2008/09 ebenfalls bei Metallurg Magnitogorsk in der neu gegründeten Kontinentalen Hockey-Liga begonnen hatte, wechselte er im Laufe der Spielzeit innerhalb der KHL zum HK Traktor Tscheljabinsk, bei dem er seine Laufbahn begonnen hatte und im Juli 2010 beendete.
Zwischen 2010 und 2014 war er Assistenztrainer des HK Traktor. Zur Saison 2015/16 wechselte er zu Admiral Wladiwostok, wo er in gleicher Position beschäftigt war, kehrte aber schon im November 2015 in den Trainerstab des HK Traktor zurück. Im September 2018 war Gusmanow Cheftrainer beim Farmteam von Traktor, HK Tschelmet Tscheljabinsk, ehe eine viermonatige Interimstätigkeit bei Traktor folgte. Im Januar 2019 kehrte er wieder auf seinen eigentlichen Posten zurüc. Nachdem er die Saison 2019/20 in der Volksrepublik China verbracht hatte, wurde er zur Saison 2020/21 Assistenztrainer bei Traktor Tscheljabinsk.

### International
Für die GUS nahm Gusmanow an der U20-Junioren-Weltmeisterschaft 1992 teil. Für Russland nahm er an den Weltmeisterschaften 1999, 2001 und 2002 teil. Des Weiteren stand er im Aufgebot Russlands bei den Olympischen Winterspielen 1994 in Lillehammer.

## Erfolge und Auszeichnungen
| - 1998 Turner-Cup-Gewinn mit den Chicago Wolves - 1999 European-Hockey-League-Gewinn mit HK Metallurg Magnitogorsk - 1999 Russischer Meister mit HK Metallurg Magnitogorsk - 2000 European-Hockey-League-Gewinn mit HK Metallurg Magnitogorsk - 2001 Russischer Meister mit HK Metallurg Magnitogorsk | - 2004 Russischer Vizemeister mit HK Metallurg Magnitogorsk - 2005 Spengler-Cup-Gewinn mit HK Metallurg Magnitogorsk - 2007 Russischer Meister mit HK Metallurg Magnitogorsk - 2008 IIHF-European-Champions-Cup-Gewinn mit HK Metallurg Magnitogorsk |

### International
- 1990 Silbermedaille bei der U18-Europameisterschaft
- 1992 Goldmedaille bei der U20-Junioren-Weltmeisterschaft
- 2002 Silbermedaille bei der Weltmeisterschaft